# Moisés Tacuri García
Moisés Martín Tacuri García (Tarma, Perú; 2 de julio de 1960-Tarma, 4 de noviembre del 2019) fue un médico y político peruano. Fue consejero regional de Junín entre 2011 y 2014 y Alcalde provincial de Tarma en el año 2019 hasta su fallecimiento.

## Biografía
Hijo de Moisés Valentín Tacuri Reyna y María Alejandra García Rojas. Cursó sus estudios primarios y secundarios en su ciudad natal. Entre 1979 y 1988 cursó estudios superiores de medicina en la facultad de medicina de San Fernando en la ciudad de Lima y, entre 1989 y 1992 cursó su especialización en cirugía general en la misma facultad.
Su primera participación política fue en las elecciones regionales del 2010 en la que se presentó como candidato a consejero regional de Junín por el movimiento Convergencia Regional Descentralista - CONREDES obteniendo la representación por la provincia de Tarma. En las elecciones municipales del 2014 tentó su elección como alcalde esta provincia por el partido Fuerza Popular sin éxito.
Como alcalde de Tarma
Fue elegido para ese cargo en las elecciones municipales del 2018 por el Movimiento Regional Sierra y Selva Contigo Junín con el 26.815% de los votos.
Fallecimiento
Falleció en el Hospital Felix Mayorca Soto de la ciudad de Tarma el 4 de noviembre del 2019 víctima de un ataque cerebral.